# Осења
Осења је биће из словенске митологије. Нарочито карактеристично за предео источне Србије. Авет у облику девојке у белом. Обично се јавља ноћу на мостовима, врховима брежуљака и поред путева. Има обичај да заведе жртву, омађија је и води по шуми и пољима. Човек се пред зору мртав уморан расвести у потпуно непознатом крају, не знајући како је тамо доспео.
Постоји веровање да се осења појављује на Јелашничком мосту који се налази у источној Србији на путу између Зајечара и Књажевца, на одвајању пута за село Јелашница.